# Fadil Saba
Fadil Saba (* 1901 in Nazareth; † 1988 in San Diego) war ein israelisch-amerikanischer Fotograf palästinensischer Abstammung.

## Leben und Werk

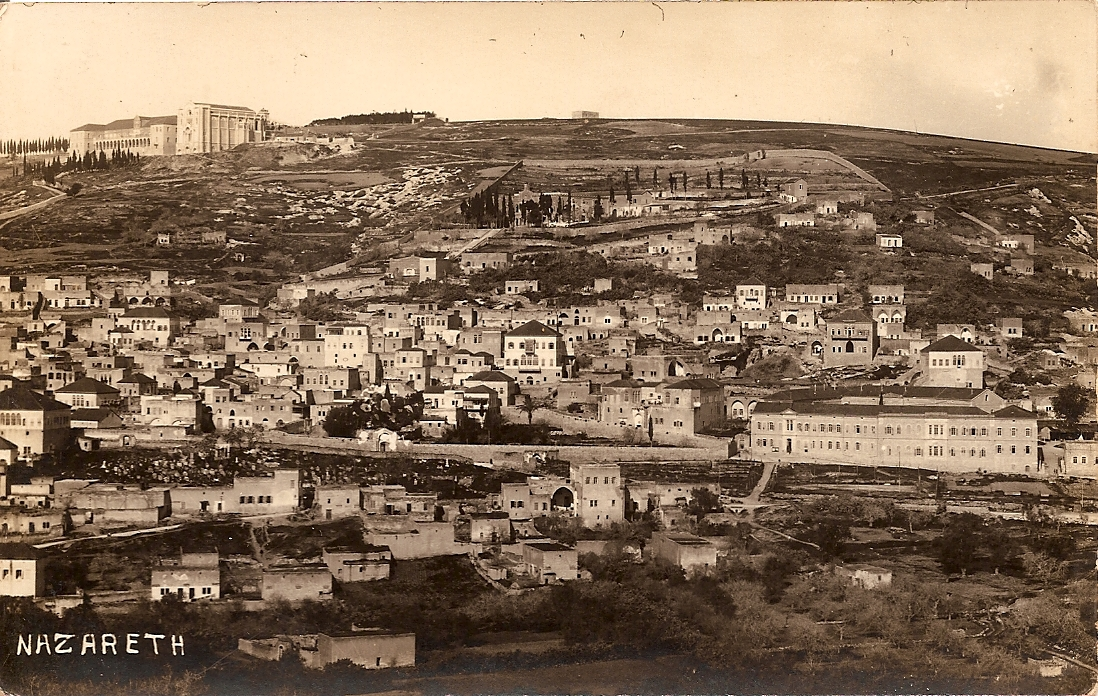
Postkarte von Nazareth

Fadil Saba wurde 1901 in Nazareth in eine christliche Familie geboren. Sein Vater war Schullehrer. Nach der Schule studierte er in Tel-Aviv Ingenieurwissenschaften, entdeckte aber ab den 1920er Jahren die Fotografie als seine Berufung. Er unterhielt ein Atelier in seiner Heimatstadt Nazareth, das auf Hochzeits- und Portraitfotografie spezialisiert war. In dieser Zeit entstanden auch zahlreiche fotografische Ansichten Palästinas, die er in limitierter Auflage als Postkarten verkaufte und die durch den Verkauf an westliche Besucher Bekanntheit erlangten. Im Jahr 1932 verlegte Fadil Saba sein Geschäft nach Haifa und überließ sein Studio Karimeh Abbud, der ersten Fotografin der arabischen Welt.
Im Jahre 1949 verließ Saba Palästina und wanderte in die USA aus. Dort betrieb er ein Geschäft für Kamerabedarf und unterhielt gleichzeitig weiterhin ein Fotoatelier. Er machte sich erneut als Portraitfotograf einen Namen. Im Jahr 1953 heiratete er eine Amerikanerin, mit der er drei Söhne und eine Tochter hatte. Er starb 1988 in San Diego. Fadil Saba liegt auf Glen Abbey Cemetery in Bonita begraben.